# 데니 모리슨
데니 모리슨(영어: Denny Morrison, 1985년 9월 8일~)은 캐나다의 스피드 스케이팅 선수이다.